# 알데알리세스

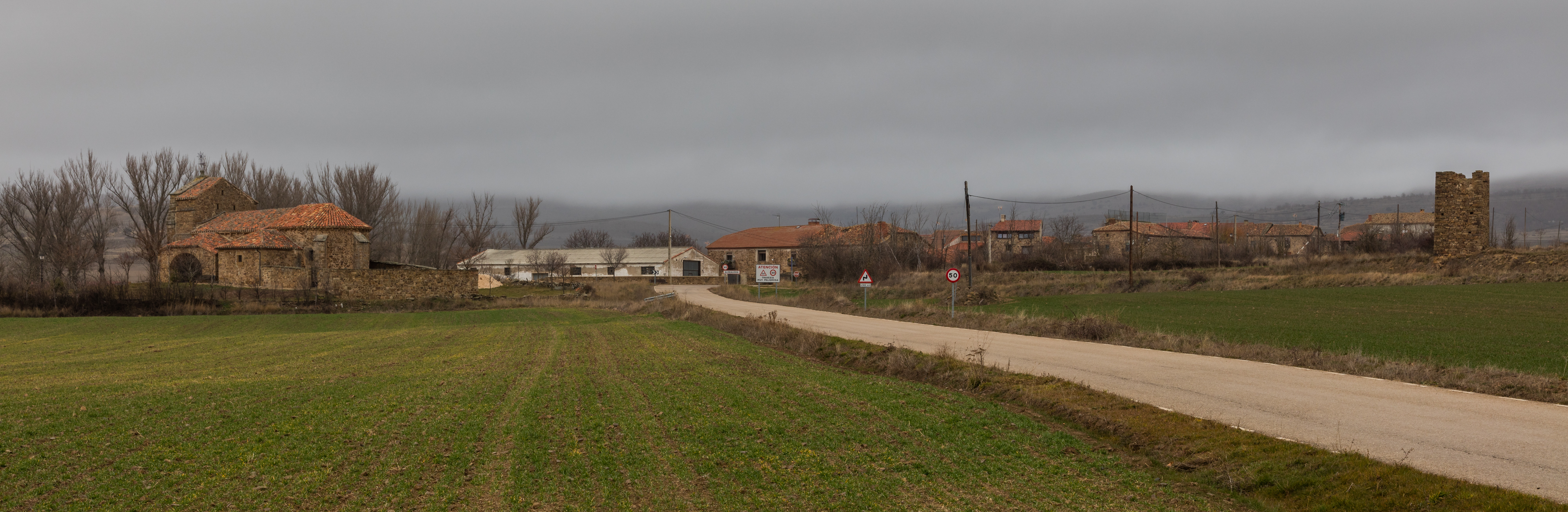

알데알리세스(Aldealices)는 스페인 카스티야이레온주 소리아도에 위치한 지방 자치체이다. 2018년 기준으로 인구 수는 34명이다. 알데알리세스는 SO-P-1206 프로핀셜로에 위치한다.
이 마을에는 Parroquia de Santa Maria Magdalena 교회가 있다. 이 교회는 고딕 양식으로 지어졌다. 알데알리세스에서 남동쪽으로 1킬로미터 정도 지점에 옛 켈트이베리아 성 Los Castellares가 위치한다.